# Chorni Yérik
Chorni Yérik (del ruso: Чёрный Ерик) es un jútor del raión de Slaviansk del krai de Krasnodar, en el sur de Rusia. Está situado en los arrozales situados entre los distributarios del delta del Kubán y las marismas colindantes, 48 km al noroeste de Slaviansk-na-Kubani y 115 al noroeste de Krasnodar, la capital del krai. Tenía 434 habitantes en 2010.
Pertenece al municipio Chernoyerkovskoye.

## Historia
Los primeros habitantes en establecerse aquí fueron cosacos del Mar Negro a principios del siglo XIX. La fecha de registro oficial como unidad administrativa es del año 1865. Su nombre deriva del yérik, canal o distributario, Chorni, negro a cuya orilla se establecieron los primeros habitantes.

## Lugares de interés
En el centro de la localidad se halla un complejo memorial a los caídos en la defensa y liberación de la localidad entre agosto de 1942 y marzo de 1943 durante la Gran Guerra Patria.

## Economía
En la localidad se sitúa el koljós pesquero Karl Marx.

## Servicios sociales
La localidad cuenta con una escuela general, una Casa de Cultura, una biblioteca y un punto de enfermería, entre otros establecimientos.